# Ein Glücksfall
Ein Glücksfall (Originaltitel: Coup de chance) ist ein romantischer Thriller von Woody Allen aus dem Jahr 2023. Der Film ist eine britisch-französische Koproduktion, die im September 2023 in Venedig uraufgeführt wurde.

## Handlung
Fanny und Jean haben alle Voraussetzungen für ein ideales Paar: Sie sind beruflich erfolgreich, leben in einer wunderschönen Wohnung in einem der besten Viertel von Paris und scheinen wie am ersten Tag verliebt zu sein. Doch als Fanny zufällig ihrem alten Schulkameraden Alain begegnet, ist sie sofort hin und weg. Schon bald sehen sie sich wieder und kommen sich immer näher. Die Ehe des jungen Paares droht zu zerbrechen. Es kommt zum Ehebruch und schließlich sogar zu einem Verbrechen.
Jean setzt einen Detektiv auf seine Frau an und erfährt so die Identität des Liebhabers. Er beschließt, Alain verschwinden zu lassen und heuert dazu den Kriminellen Dragos an, der ihm bereits bei einem unliebsamen Geschäftspartner behilflich war. Dragos erscheint kurz darauf mit einem Helfer vor Alains Wohnungstür. Die Zuschauer sehen dann, wie eine schwere Tasche zunächst in ein Auto und später in ein Flugzeug gehievt wird.
Fanny kann Alain telefonisch nicht erreichen, wird nervös und geht später in Alains Dachwohnung. Die Tür ist unverschlossen, zwar sind noch alle Möbel vorhanden (Alain hatte die Wohnung möbliert übernommen), aber alles Persönliche wurde entfernt.
Nach einer Trauerphase sagt sich Fanny, Alain habe sich feige aus dem Staub gemacht, gerade als sie angedeutet hatte, sich für ihn scheiden lassen zu wollen. Ihre Mutter hat jedoch wegen Erzählungen über den verschwundenen Geschäftspartner Jeans Verdacht geschöpft. In einer Schublade findet sie die Visitenkarte der Detektei. Sie sucht deren Büro auf und erfährt, dass Jean in der Tat Fanny hat beschatten lassen. Als sie Fanny von ihrem Verdacht erzählt, kommt es zum heftigen Streit.
Jean kann Mutter und Tochter beim Gespräch in der Wohnung belauschen und beschließt, Fannys Mutter ebenfalls aus dem Weg zu räumen. Diesmal soll es wie ein Jagdunfall aussehen. Allerdings kann Dragos überhaupt nicht schießen, deshalb will Jean das diesmal selbst erledigen, wobei Dragos hinterher das Gewehr an sich nehmen und einen Jagdunfall reklamieren soll.
Fanny durchsucht noch einmal Alains Wohnung und findet in einem Geheimfach sein Manuskript. Da offensichtlich ist, dass Alain auch bei einer Flucht aus seiner Verantwortung nie das einzige Manuskript seines Romans zurückgelassen hätte, bestätigt sich so die Mordhypothese.
Als Jean dann bereits sein Gewehr auf Fannys Mutter angelegt hat, fällt ein Schuss – aber Jean stürzt tot zu Boden: Eine andere Jagdgesellschaft hat ihn für Rotwild gehalten.

## Produktion
Ein Glücksfall (Arbeitstitel: Wasp 22) ist Allens 50. Spielfilm und sein erster, den er in französischer Sprache mit einem französischen Cast drehte. Bereits 1996 filmte er Teile seines Films Alle sagen: I love you (Everyone Says I Love You) und 2014 große Teile von Magic in the Moonlight in Paris. Midnight in Paris wurde 2011 vollständig in Paris gedreht.
Die Dreharbeiten fanden im Oktober und November 2022 in Paris und Umgebung statt.

## Veröffentlichung
Ein Glücksfall feierte am 4. September 2023 bei den 80. Internationalen Filmfestspielen von Venedig Premiere, wo der Film außer Konkurrenz gezeigt wurde.
Der Film kam am 27. September 2023 im Verleih von Metropolitan Filmexport in die französischen Kinos. Kinostart in Deutschland war am 11. April 2024 im Weltkino Filmverleih.

## Kritik
Christoph Petersen, der den Film bei seiner Uraufführung in Venedig gesehen hat, beurteilt Ein Glücksfall als „Woody Allens bester Film seit dem oscarprämierten ‚Blue Jasmine‘ von 2013“ und lobt die schönen Bildaufnahmen des herbstlichen Paris. Der Film sei „eine wunderbar leichtgängige Gesellschafts-Komödie mit einer erlesen-makabren Note im Abgang.“ Auch für den Guardian entpuppte sich Ein Glücksfall als der beste Film Woody Allens „seit mindestens einem Jahrzehnt“. Er sei „abwechselnd witzig und traurig, energisch und leichtfüßig; ein stolperndes, aber erfüllendes Herbstdrama, das unter schwindendem Herbstlicht im goldgelben Laub umherwandert“. Auch Jens Jessen meint, die Kriminalkomödie sei „der beste Allen-Film seit langer Zeit“ und bezeichnet den Film selbst als „Glücksfall“.